# Le deliranti avventure erotiche dell'agente speciale Margò
Le deliranti avventure erotiche dell'agente speciale Margò (Up!) è un film del 1976, diretto da Russ Meyer. Esso condensa molti degli elementi narrativi dei precedenti film di Meyer, come la violenza splatter e cartoonesca, lo humour nero e tante ragazze prosperose.
Il film fu scritto da B. Callum e Reinhold Timme, ossia Russ Meyer e l'amico Roger Ebert, nascosti dietro due pseudonimi. Il titolo originale del film, Up!, è un evidente riferimento all'organo sessuale maschile. Il manifesto del film accentua questo riferimento, mostrando una parte della lettera U che termina con un vistoso fallo.

## Trama
(La didascalia all'inizio del film)
Una ragazza, nuda a cavalcioni di un albero, si presenta come "coro greco" che commenta l'intera vicenda.
Adolph Schwartz, nazista sosia di Adolf Hitler, nelle cantine del suo castello è impegnato in un gioco sadomaso. Insieme a lui ci sono una donna coperta da una tuta di cuoio, con cappuccio, spiragli per gli occhi e una cerniera aperta sulla bocca; una donna asiatica che aziona un gong e lega le gambe a Schwartz per frustarlo mentre lei gli siede sulla faccia; infine un uomo, l'amato Paul, travestito da quacchero, che ha il compito di scudisciarlo e farlo godere sodomizzandolo con il suo grosso membro. Il nazista, alla fine del gioco, viene brutalmente ucciso da un misterioso personaggio, che lo fa divorare da un piranha gettato nella sua vasca da bagno.
Alice è proprietaria di una caffetteria, che gestisce insieme al marito Paul (l'uomo travestito da quacchero). In paese arriva una provocante ragazza, Margò, che viene subito picchiata e violentata nel fiume, dal figlio di un ricco personaggio. Il poliziotto Homer interviene solo quando Margò riesce ad uccidere il violentatore con un colpo di karate, e arresta la donna incolpandola di aver provocato l'incidente. Homer pretende favori sessuali in cambio di una falsa testimonianza, che scagioni la donna. Margò accetta, e finisce con il condurre il gioco diventando l'amante di Homer, che le trova un lavoro nel locale di Alice.
La presenza di Margò fa aumentare il giro d'affari della caffetteria, tanto che Alice decide di rinnovarla. Alla festa di inaugurazione Margò viene assalita e violentata da un boscaiolo ubriaco, tra l'incitamento della folla. Alice interviene in difesa di Margò, ma finisce anche lei nella mischia, venendo violentata. Interviene Homer, che cerca di bloccare il boscaiolo con un colpo d'ascia, ma quello reagisce violentemente, fuggendo nel bosco con le due ragazze. Homer lo insegue con una sega elettrica e taglia in due il boscaiolo. Durante la lotta i due rotolano giù dalla collina e muoiono entrambi. Le due donne, nude, insanguinate e in lacrime, si consolano a vicenda, con un rapporto lesbico.
Margò torna a casa e mentre sta facendo la doccia viene assalita da uno sconosciuto, che tenta di ucciderla con un coltello. L'omicida è Alice, che in realtà si chiama Eva Braun Junior, ed è la figlia di Adolph Schwartz, che era veramente Adolf Hitler, e di Eva Braun. Il cadavere di Hitler nel bunker era una messinscena, Eva Braun invece si uccise veramente, perché stava invecchiando e sapeva che Hitler era un vecchio sporcaccione che amava solo le ragazzine, e lei doveva pensare alla figlia. Ma Eva jr. non ha ucciso il padre perché pedofilo, ma perché era innamorato di Paul, suo marito, che partecipava ai giochi sadomaso non per amore ma per soldi. Margò conserva anch'essa un segreto: infatti è un agente della polizia sotto copertura, che è arrivata in paese per indagare sull'omicidio di Schwartz/Hitler.
Arriva Paul, e spara ad Alice, colpevole di aver ucciso Adolph, per il quale aveva veramente un sentimento di comprensione e amore. Margò assiste impotente alla scena, quindi stende Paul con un enorme fallo di plastica.

## Produzione
Russ Meyer appare in un cameo durante la scena dello stupro di gruppo subito da Margò e Alice. È Hitchcock (chiaro omaggio ad Alfred Hitchcock), uno dei clienti della caffetteria che incita il boscaiolo durante la delirante violenza sessuale.
Raven de la Croix è stata l'unica attrice di Meyer che qualche anno dopo il film si fece ridurre il seno di una decina di centimetri.

## Distribuzione
In Italia il film uscì inizialmente con il titolo Le deliranti avventure erotiche dell'agente speciale Margò, ma in videocassetta fu pubblicato anche con il titolo The Legend of Lady Blue e con il titolo originale Up!. Il film è stato successivamente pubblicato in DVD con il titolo Up! Le armi segrete dell'agente Margò e un nuovo doppiaggio. Il film conobbe anche negli Stati Uniti diversi titoli: Over, Under and Up!, Russ Meyer's Up! e Up! Smokey.

## Collegamenti ad altre pellicole
- La scena del tentato omicidio di Margò sotto la doccia rimanda a Psyco, di Alfred Hitchcock.
- Homer che insegue il boscaiolo con una sega elettrica rimanda a Non aprite quella porta, diretto nel 1974 da Tobe Hooper.
- La battuta di Alice: «Vedrai in faccia il nero sperma della mia vendetta!» ricorda la battuta di Z-Man, «Berrai il nero sperma della mia vendetta!», nel film Lungo la valle delle bambole, diretto da Meyer nel 1970.
- La ragazza che indossa un completo sadomaso, con un cappuccio e una cerniera aperta sulla bocca anticipa la scena dello storpio, presente in Pulp Fiction, diretto da Quentin Tarantino nel 1994.
- L'agente segreto Margò è una parodia di James Bond.
- La scena in cui Margò stende Paul con il fallo di plastica rimanda direttamente ad Arancia meccanica di Stanley Kubrick, in cui Alex De Large (Malcolm McDowell) uccide la signora dei gatti con un grosso pene di ceramica.